# Bailleul-Neuville
Pour les articles homonymes, voir Bailleul et Neuville.
Bailleul-Neuville est une commune française située dans le département de la Seine-Maritime en région Normandie.

## Géographie

### Localisation
Commune de l'Entre-Bray-et-Picardie située dans le canton de Neufchâtel-en-Bray.

### Hydrographie
La commune est située dans le bassin Seine-Normandie. Elle est drainée par l'Eaulne, le cours d'eau 01 de la Source Sainte Marguerite et un autre petit cours d'eau.
L'Eaulne, d'une longueur de 45 km, prend sa source dans la commune de Mortemer et se jette  dans l'Arquesen limite des communes d'Arques-la-Bataille et de Martin-Église, après avoir traversé 19 communes. 

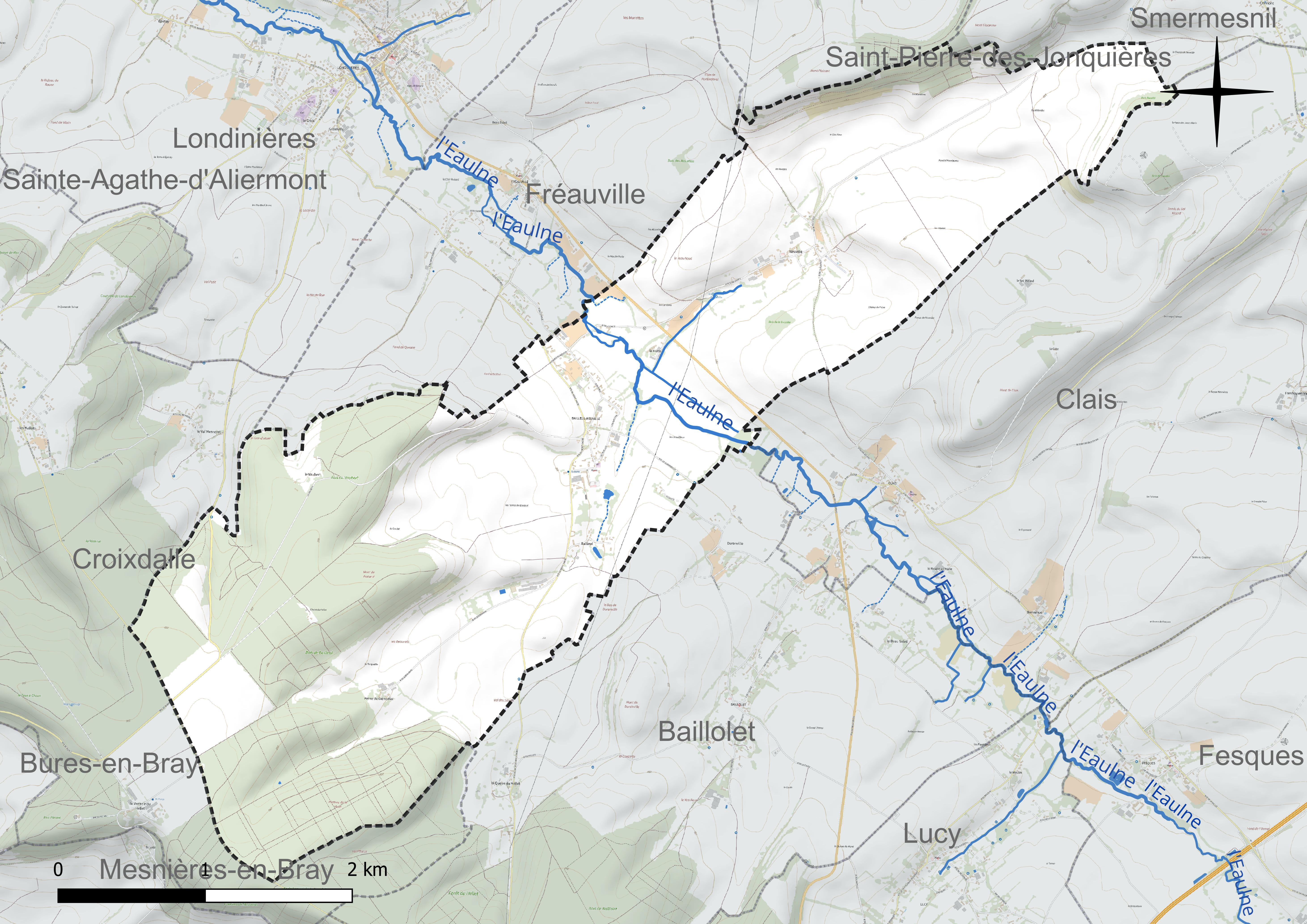
Réseau hydrographique de Bailleul-Neuville.

### Climat
Pour des articles plus généraux, voir Climat de la Normandie et Climat de la Seine-Maritime.
En 2010, le climat de la commune est de type climat océanique altéré, selon une étude du CNRS s'appuyant sur une série de données couvrant la période 1971-2000. En 2020, Météo-France publie une typologie des climats de la France métropolitaine dans laquelle la commune est exposée à un climat océanique et est dans la région climatique Côtes de la Manche orientale, caractérisée par un faible ensoleillement (1 550 h/an) ; forte humidité de l’air (plus de 20 h/jour avec humidité relative > 80 % en hiver), vents forts fréquents. Parallèlement le GIEC normand, un groupe régional d’experts sur le climat, différencie quant à lui, dans une étude de 2020, trois grands types de climats pour la région Normandie, nuancés à une échelle plus fine par les facteurs géographiques locaux. La commune est, selon ce zonage, exposée à un « climat contrasté des collines », correspondant au Pays de Bray, bien arrosé et frais.
Pour la période 1971-2000, la température annuelle moyenne est de 10,5 °C, avec une amplitude thermique annuelle de 13,4 °C. Le cumul annuel moyen de précipitations est de 888 mm, avec 13,3 jours de précipitations en janvier et 8,7 jours en juillet. Pour la période 1991-2020, la température moyenne annuelle observée sur la station météorologique la plus proche, située sur la commune de Bouelles à 12 km à vol d'oiseau, est de 10,7 °C et le cumul annuel moyen de précipitations est de 838,4 mm,. Pour l'avenir, les paramètres climatiques de la commune estimés pour 2050 selon différents scénarios d’émission de gaz à effet de serre sont consultables sur un site dédié publié par Météo-France en novembre 2022.

## Urbanisme

### Typologie
Au 1er janvier 2024, Bailleul-Neuville est catégorisée commune rurale à habitat très dispersé, selon la nouvelle grille communale de densité à sept niveaux définie par l'Insee en 2022.
Elle est située hors unité urbaine et hors attraction des villes,.

### Occupation des sols
L'occupation des sols de la commune, telle qu'elle ressort de la base de données européenne d’occupation biophysique des sols Corine Land Cover (CLC), est marquée par l'importance des territoires agricoles (70,5 % en 2018), une proportion sensiblement équivalente à celle de 1990 (70,9 %). La répartition détaillée en 2018 est la suivante : 
terres arables (55,3 %), forêts (27,8 %), prairies (14,6 %), zones urbanisées (1,7 %), zones agricoles hétérogènes (0,6 %). L'évolution de l’occupation des sols de la commune et de ses infrastructures peut être observée sur les différentes représentations cartographiques du territoire : la carte de Cassini (XVIIIe siècle), la carte d'état-major (1820-1866) et les cartes ou photos aériennes de l'IGN pour la période actuelle (1950 à aujourd'hui).

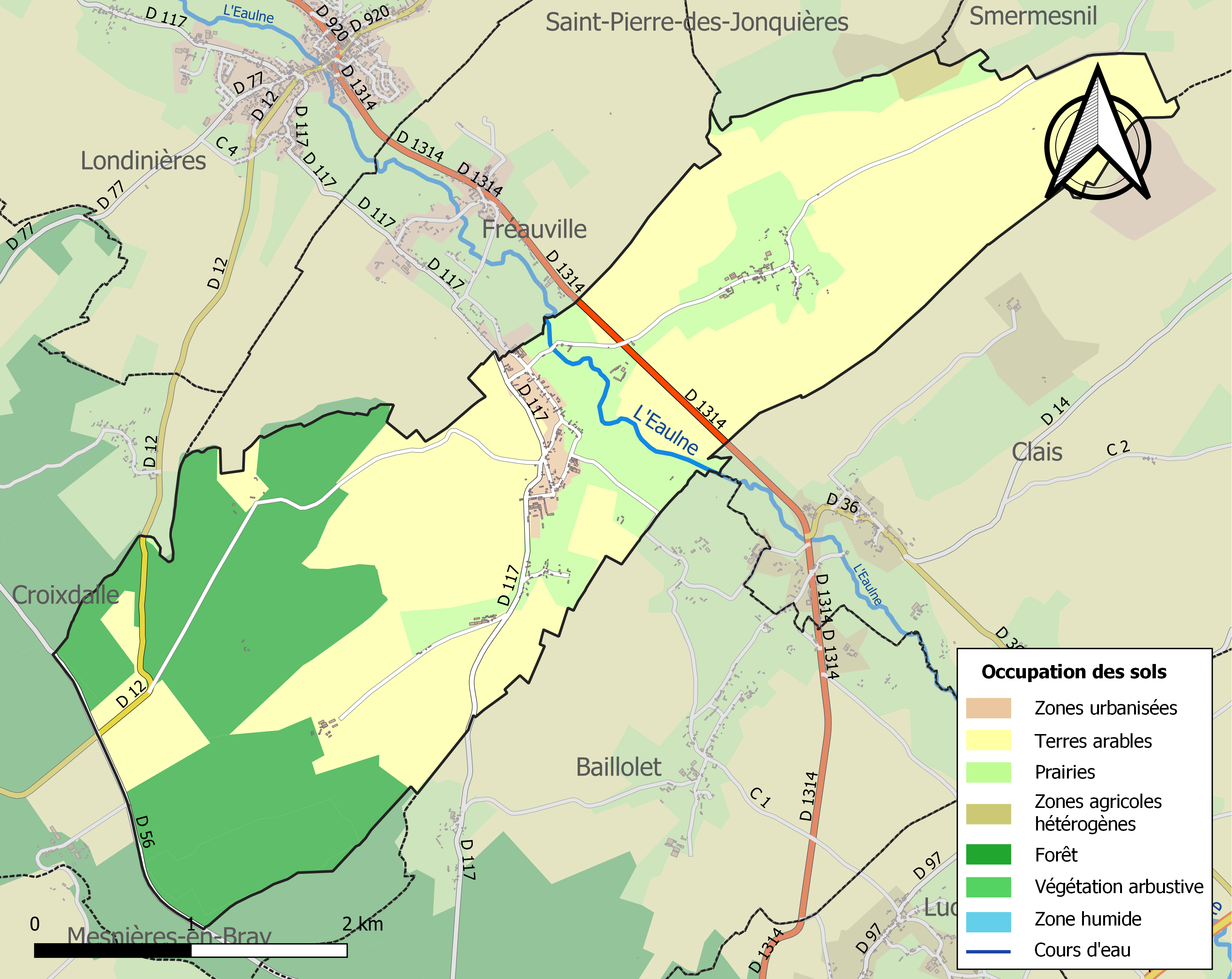
Carte des infrastructures et de l'occupation des sols de la commune en 2018 (CLC).

## Toponymie
Bailleul : attesté sous la forme Balliolum en 695 - 697.
Cette commune est née de la fusion de Bailleul et de Neuville en 1823. Étymologiquement, son nom signifie « cour, enclos » (cf. le vieux français « baile » « cour de château »), terme probablement d'origine gauloise ou germanique. On le rapproche de Baillolet, nom de la commune voisine, diminutif en -et de Baillol, ancienne forme de Bailleul.
Neuville : attesté sous la forme Novavilla vers l060. Toponyme très répandu désignant une ville nouvelle (neuve ville).

## Politique et administration

### Rattachements administratifs et électoraux
La commune se trouve depuis 1926 dans l'arrondissement de Dieppe du département de la Seine-Maritime. Pour l'élection des députés, elle fait partie depuis 2012 de la sixième circonscription de la Seine-Maritime.
Elle faisait partie depuis 1793 du canton de Londinieres. Dans le cadre du redécoupage cantonal de 2014 en France, la commune est désormais intégrée au canton de Neufchâtel-en-Bray.

### Intercommunalité
La commune est membre de la communauté de communes de Londinières, créée fin 2000.

### Liste des maires
| Période                                  | Période                    | Identité         | Étiquette | Qualité                         |
| ---------------------------------------- | -------------------------- | ---------------- | --------- | ------------------------------- |
| Les données manquantes sont à compléter. |                            |                  |           |                                 |
| mars 1989                                | 2014                       | Catherine Guyant | UDI       |                                 |
| 2014                                     | En cours (au 10 août 2020) | Céline Carnet    |           | Réélue pour le mandat 2020-2026 |

## Démographie
L'évolution du nombre d'habitants est connue à travers les recensements de la population effectués dans la commune depuis 1793. Pour les communes de moins de 10 000 habitants, une enquête de recensement portant sur toute la population est réalisée tous les cinq ans, les populations de référence des années intermédiaires étant quant à elles estimées par interpolation ou extrapolation. Pour la commune, le premier recensement exhaustif entrant dans le cadre du nouveau dispositif a été réalisé en 2005.

En 2022, la commune comptait 221 habitants, en évolution de +4,25 % par rapport à 2016 (Seine-Maritime : +0,35 %, France hors Mayotte : +2,11 %).
| 1793 | 1800 | 1806 | 1821 | 1831 | 1836 | 1841 | 1846 | 1851 |
| ---- | ---- | ---- | ---- | ---- | ---- | ---- | ---- | ---- |
| 220  | 256  | 249  | 258  | 392  | 384  | 392  | 393  | 416  |

| 1856 | 1861 | 1866 | 1872 | 1876 | 1881 | 1886 | 1891 | 1896 |
| ---- | ---- | ---- | ---- | ---- | ---- | ---- | ---- | ---- |
| 384  | 388  | 371  | 349  | 350  | 367  | 359  | 353  | 314  |

| 1901 | 1906 | 1911 | 1921 | 1926 | 1931 | 1936 | 1946 | 1954 |
| ---- | ---- | ---- | ---- | ---- | ---- | ---- | ---- | ---- |
| 319  | 329  | 337  | 317  | 319  | 300  | 273  | 278  | 288  |

| 1962 | 1968 | 1975 | 1982 | 1990 | 1999 | 2005 | 2006 | 2010 |
| ---- | ---- | ---- | ---- | ---- | ---- | ---- | ---- | ---- |
| 260  | 254  | 245  | 195  | 184  | 179  | 163  | 163  | 179  |

| 2015 | 2020 | 2022 | - | - | - | - | - | - |
| ---- | ---- | ---- | - | - | - | - | - | - |
| 207  | 223  | 221  | - | - | - | - | - | - |

## Culture locale et patrimoine

### Lieux et monuments
- Église Saint-Waast du XIe siècle depuis remaniée et restaurée en 1992-1993. Elle conserve des vitraux du XIIIe siècle.
- Église Sainte-Marguerite (Neuville).

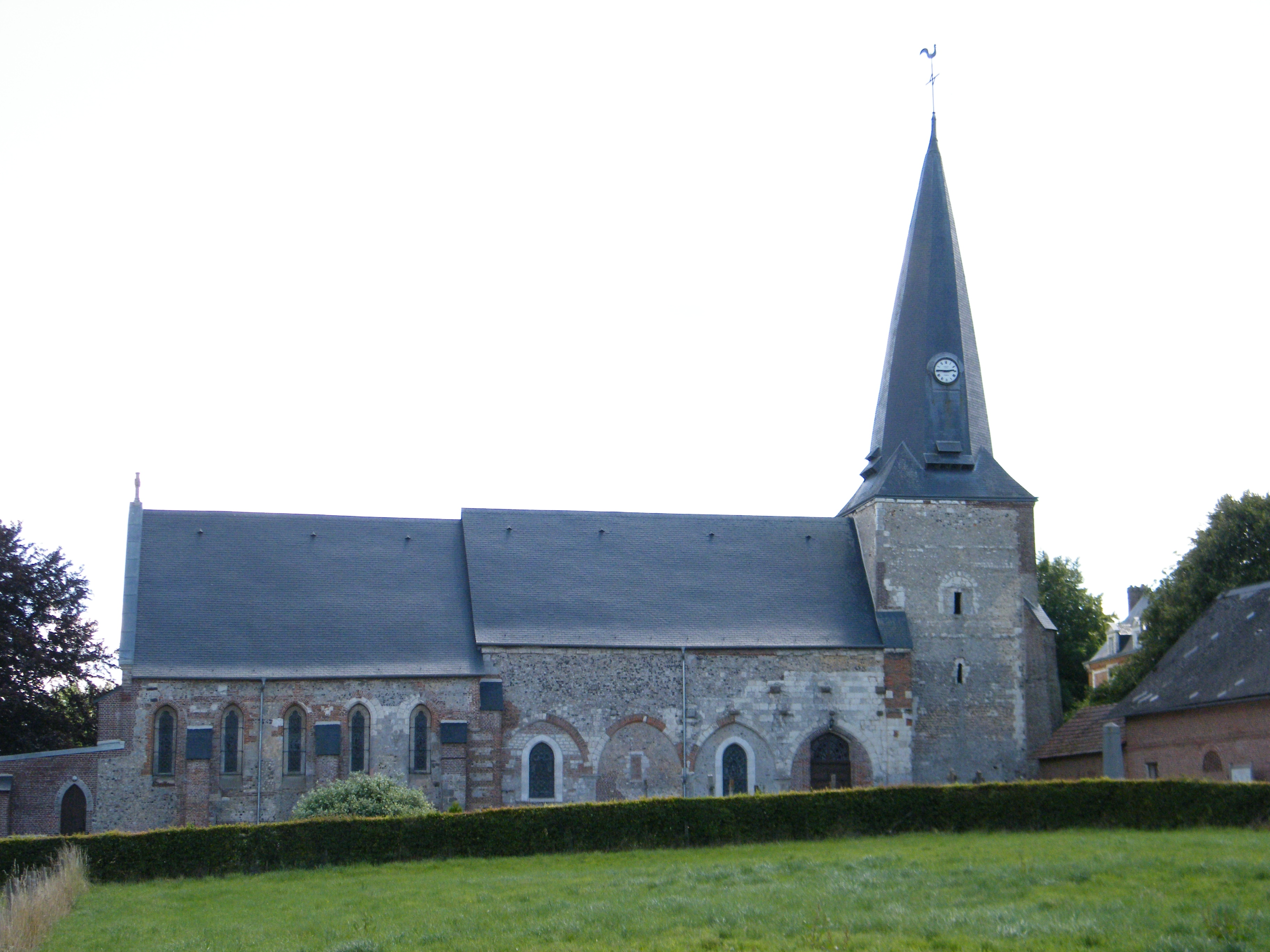
Saint-Waast.
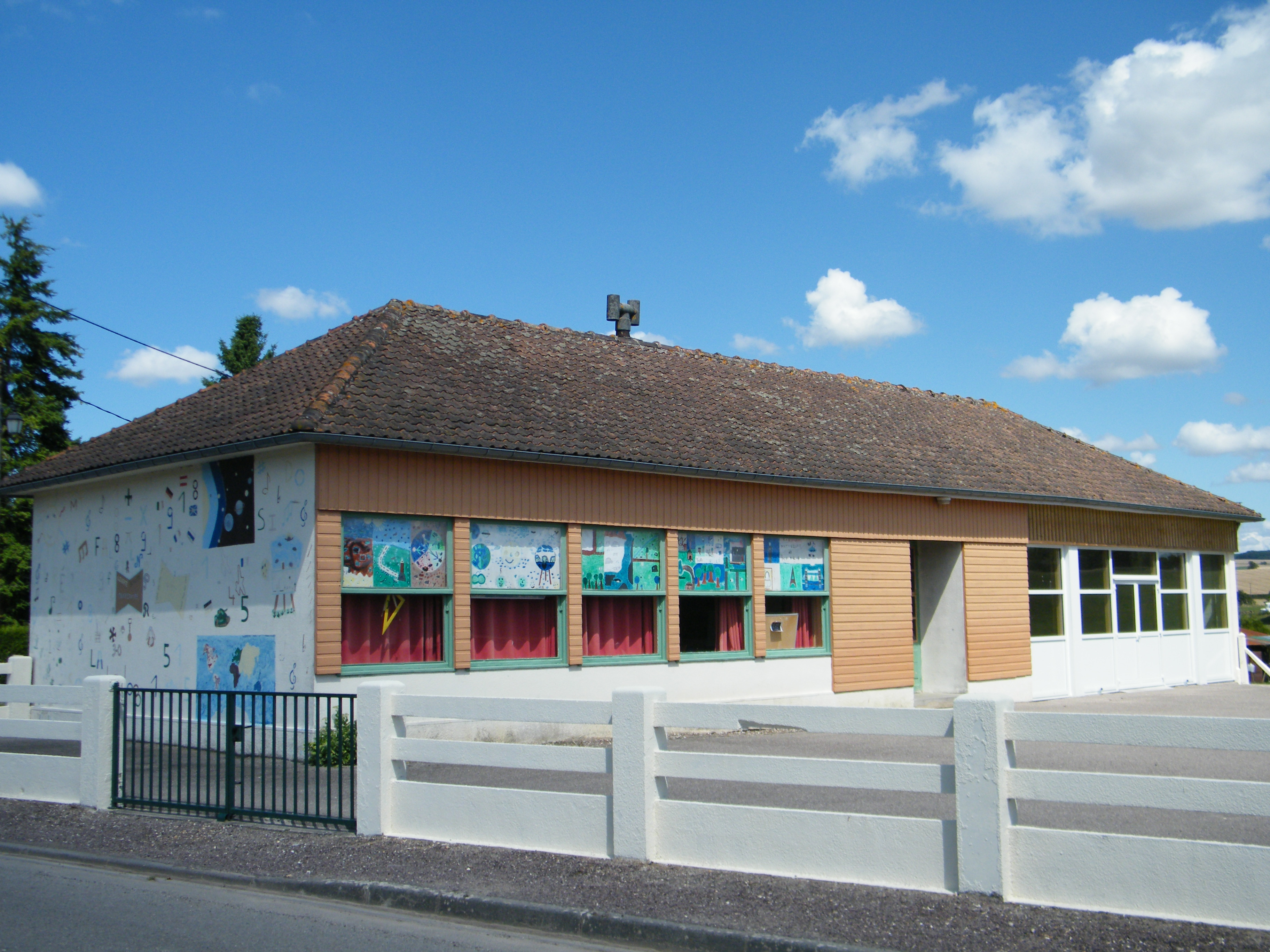
École.
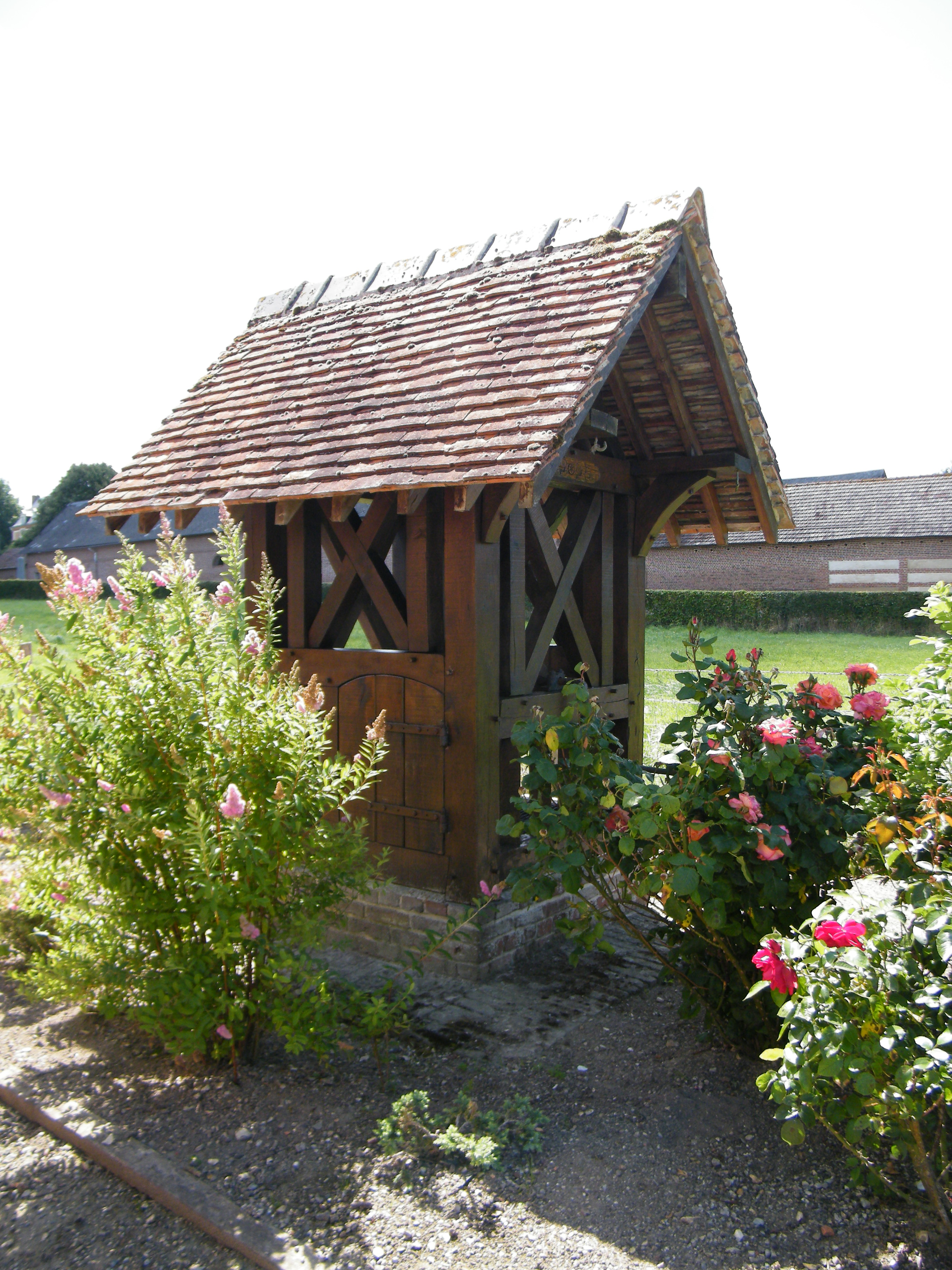
Puits traditionnel reconstitué.

### Personnalités liées à la commune
- Jean de Bailleul et Jeanne d'Harcourt possèdent une dalle tumulaire dans l'église.